# Termas de Copahue
Las termas de Copahue se encuentran ubicadas en el noroeste de la provincia del Neuquén, República Argentina, a tan solo 19 km de la localidad de Caviahue y existen por efecto del volcán Copahue.

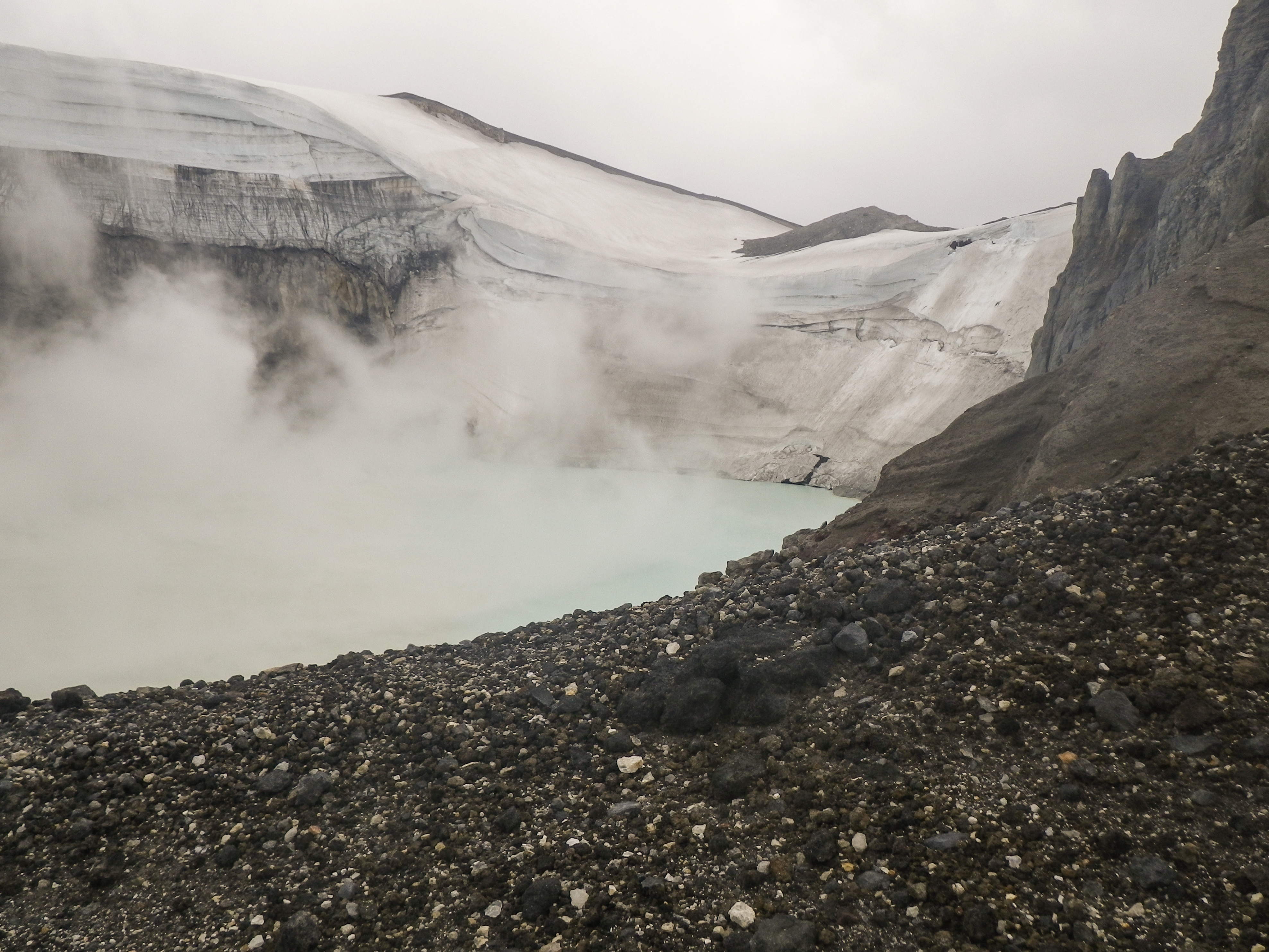
Cráter del volcán Copahue

## Temporada
Se puede acceder a la terma en forma temporal, solo de noviembre a mayo de cada año, las rigurosas condiciones climáticas invernales imposibilitan un acceso fluido por la ruta provincial Nº26 pues la enorme cantidad de nieve caída hace imposible su mantenimiento. 
En el año 1999, durante la última gestión del gobernador Felipe Sapag se construyó un sistema de calefacción para las calles con vapor salido del volcán, extraído de un pozo geotérmico en las proximidades, precisamente a orillas de las lagunas Las Mellizas.

## Lagunas
La terma cuenta con lagunas termales, ellas son:
- Laguna del Chancho
- Laguna Sulfurosa
- Laguna de los callos
- Laguna de las algas
- Laguna Verde

## Las Maquinitas

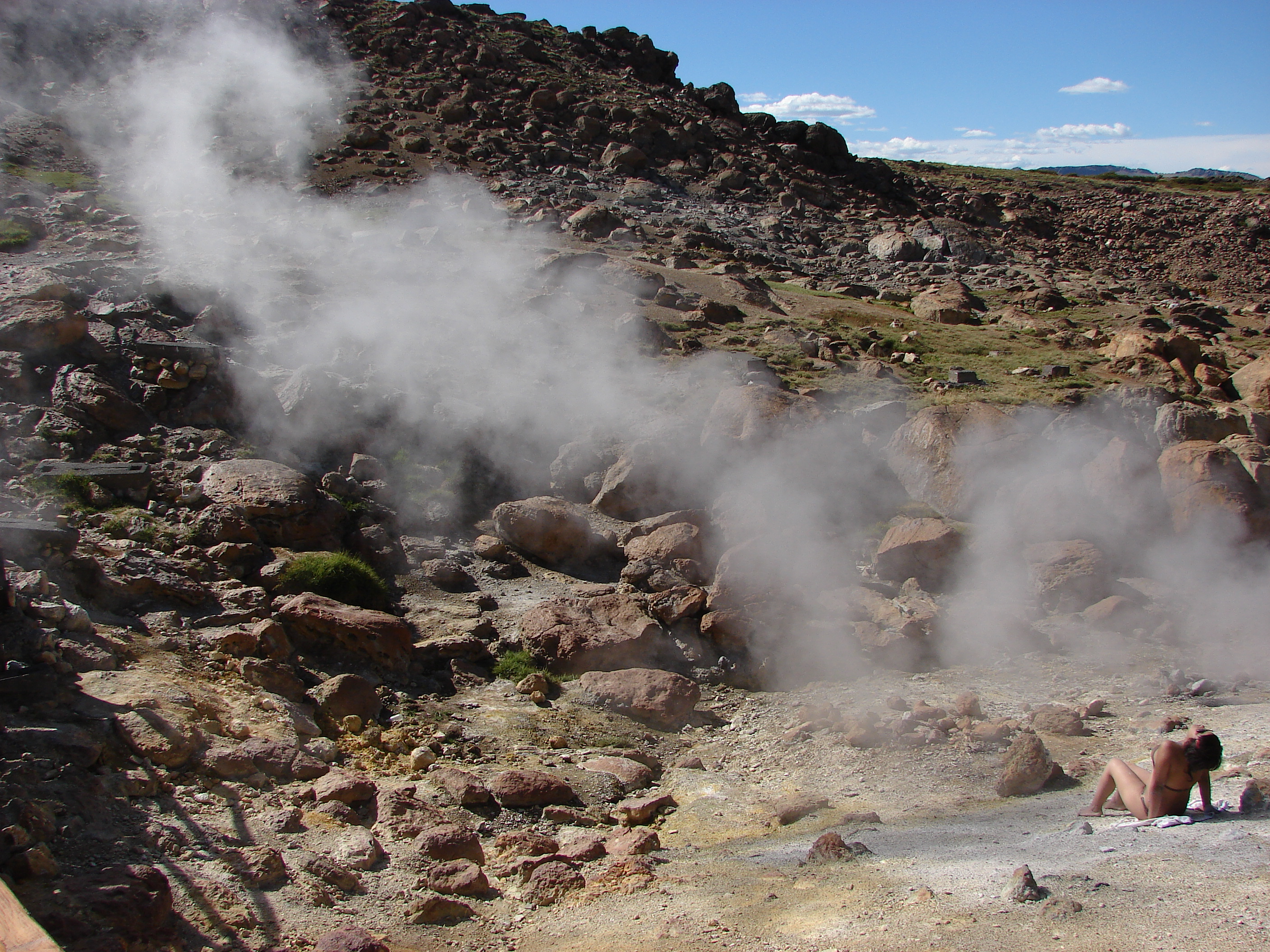
Las Maquinitas, manifestación termal natural

Manifestación termal natural a 500 metros de distancia de Copahue, donde el ruido del surgimiento de aguas hirvientes y de vapor, tienen el ruido de una maquinaria, se puede tomar vapor salido de entre las rocas y algunas aplicaciones del barro termal, dados personalmente por el visitante.

## Aguas Medicinales
Dentro de la terma se encuentran distintas aguas medicinales:
- Agua sulfurosa
- Agua ferruginosa
- Agua de Vichi
- Agua del mate
- Agua de limón
- Agua de volcán

## Instalaciones fijas
Se encuentran distintas instalaciones fijas, que permiten darse baños termales de distintos tipos, entre ellos hay baños de vapor, baños de agua sulfurosa, baños de agua ferruginosa, baños de agua de la laguna verde, y además se hacen aplicaciones con barro termal, aplicaciones con agua de volcán, hidromasajes. La capacidad operativa es de 2.500 sesiones diarias en el complejo termal, para atender requerimientos médicos en distintas enfermedades, entre ellas, enfermedades de la piel, reuma, artritis, respiratorias y celiacos.

## Hotelería
Dentro del complejo termal, se encuentran varios hoteles y residencias particulares.

## Administración de la terma
La terma es administrada por el gobierno de la provincia del Neuquén.